# Liste der Abgeordneten im Kommunallandtag der Hohenzollernschen Lande 1892–1897

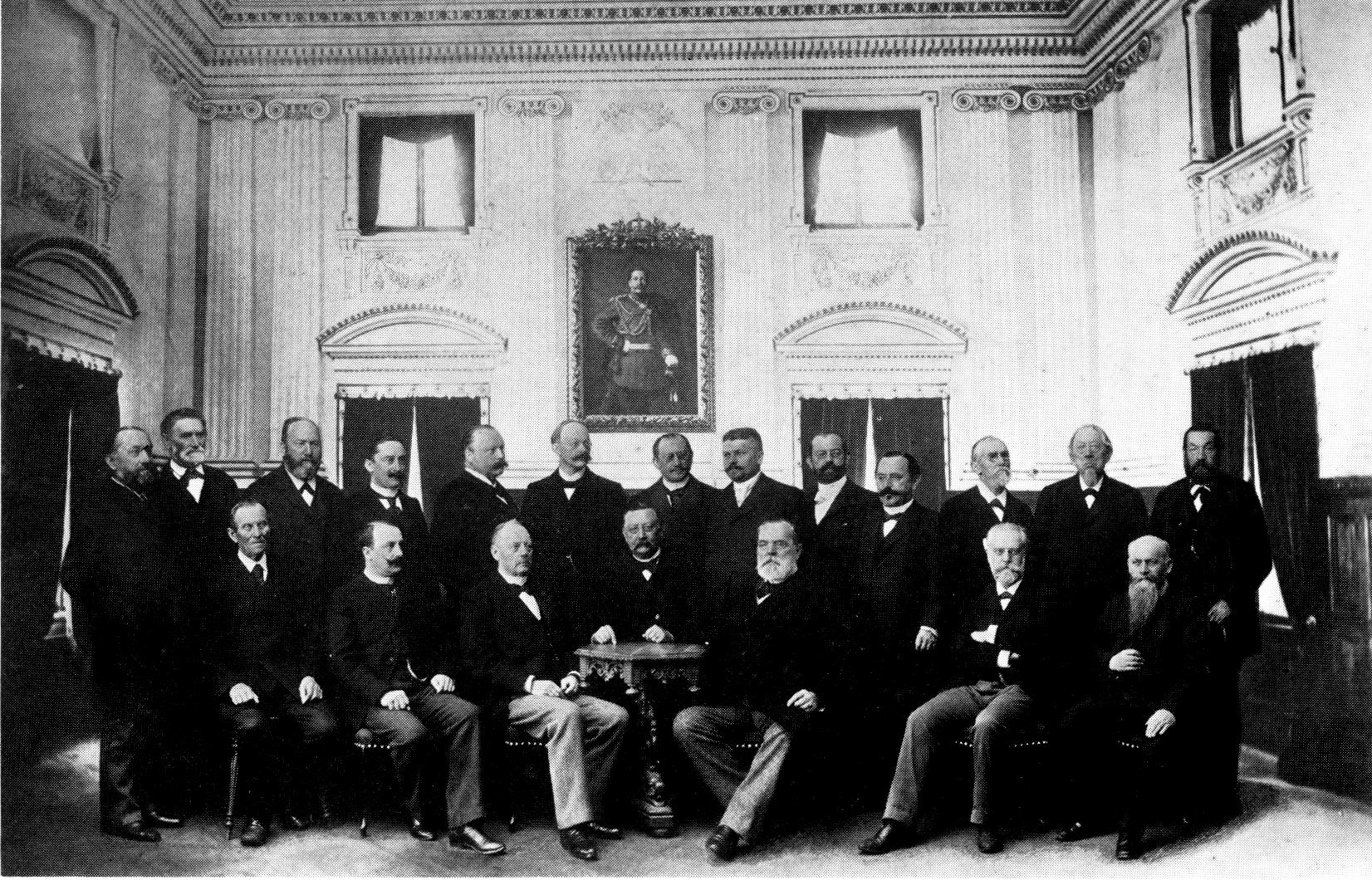
Kommunallandtag der Hohenzollernschen Lande im Jahr 1896. Das Bild zeigt von links nach rechts stehend: Landessekretär Steidle, Bürgermeister Fischer, Lehrer Mayer, Oberamtmann Longart, Kammerrat Kettner, Hofkammerrat Hülsemann, Oberamtmann von Meer, Oberamtmann Bahlmann, Oberamtmann Sauerland, Amtsrichter Kraus, Altbürgermeister Göggel, Bürgermeister Kerle und Vogt Kaus. Sitzend: Bürgermeister Leuze, Regierungskommissar Saint Pierre, Regierungspräsident von Schwarz, Landgerichtspräsident Evelt, Amtsgerichtsrat Graf, Landesbaurat Leibbrand und Stadtbürgermeister Liehner.

Diese Liste nennt die Abgeordneten im Kommunallandtag der Hohenzollernschen Lande in der vierten Wahlperiode 1892–1897.

## Zusammensetzung
Der Fürst von Hohenzollern, Leopold von Hohenzollern hatte eine Virilstimme, eine weitere Stimme hatten die Fürsten von Fürstenberg, Karl Egon IV. zu Fürstenberg und Thurn und Taxis, Albert von Thurn und Taxis gemeinsam. Die Fürsten konnten sich im Kommunallandtag vertreten lassen und machten dies auch. Jeweils ein Abgeordneter wurde durch die Stadträte der Städte Sigmaringen und Hechingen gewählt. Je drei Abgeordnete wählten die Amtsversammlungen der vier Oberämter Sigmaringen, Hechingen, Gammertingen und Haigerloch.

## Liste
| Abgeordneter                | Beruf                                                 | Wahlkörper                                    | Mandatsdauer |
| --------------------------- | ----------------------------------------------------- | --------------------------------------------- | ------------ |
| Johann Claudius von Longard | Geheimer Regierungsrat a. D., Sigmaringen             | Fürstenhaus Hohenzollern                      | 1892–1894    |
| Wilhelm Hülsemann           | Fürstlich Hohenzollernscher Hofkammerrat, Sigmaringen | Fürstenhaus Hohenzollern                      | 1895–1897    |
| Karl Kettner                | Fürstlich Fürstenbergischer Kammerrat, Sigmaringen    | Fürstenhäuser Fürstenberg und Thurn und Taxis | 1892–1897    |
| Carl Eberhard von Fischbach | Fürstlich Fürstenbergischer Oberforstrat, Sigmaringen | Fürstenhäuser Fürstenberg und Thurn und Taxis | 1894–1895    |
| Theodor Gayer               | Stadtbürgermeister, Sigmaringen                       | Stadt Sigmaringen                             | 1892–1895    |
| Karl Liehner                | Stadtbürgermeister, Sigmaringen                       | Stadt Sigmaringen                             | 1896–1897    |
| August Alexander Evelt      | Landgerichtspräsident, Hechingen                      | Stadt Hechingen                               | 1892–1897    |
| Jakob Kaus                  | Vogt, Bechtoldsweiler                                 | Oberamt Hechingen                             | 1892–1897    |
| Philipp Longard             | Oberamtmann, Hechingen                                | Oberamt Hechingen                             | 1892–1895    |
| Karl Baur                   | Stadtschultheiß, Hechingen                            | Oberamt Hechingen                             | 1892–1897    |
| Konrad Mayer                | Stadtbürgermeister, Hechingen                         | Oberamt Hechingen                             | 1896–1897    |
| Peter Mayer                 | Lehrer, Wessingen                                     | Oberamt Hechingen                             | 1896–1897    |
| Heinrich von Meer           | Oberamtmann, Sigmaringen                              | Oberamt Sigmaringen                           | 1892–1897    |
| Fidelis Graf                | Amtsgerichtsrat, Sigmaringen                          | Oberamt Sigmaringen                           | 1892–1897    |
| Leopold Kerle               | Bürgermeister, Ostrach                                | Oberamt Sigmaringen                           | 1892–1897    |
| Friedrich Göggel            | Bürgermeister, Gammertingen                           | Oberamt Gammertingen                          | 1892–1897    |
| Josef Schmid                | Hirschwirt, Gammertingen                              | Oberamt Gammertingen                          | 1892–1894    |
| Camill Leuze                | Bürgermeister, Neufra                                 | Oberamt Gammertingen                          | 1892–1897    |
| Karl Bahlmann               | Oberamtmann, Gammertingen                             | Oberamt Gammertingen                          | 1894–1897    |
| Oskar Kraus                 | Amtsrichter, Haigerloch                               | Oberamt Haigerloch                            | 1892–1897    |
| Fridolin Breisinger         | Hirschwirt, Dettingen                                 | Oberamt Haigerloch                            | 1892–1894    |
| Rupert Fischer              | Bürgermeister, Weildorf                               | Oberamt Haigerloch                            | 1892–1897    |
| Karl Sauerland              | Oberamtmann, Haigerloch                               | Oberamt Haigerloch                            | 1895–1897    |

## Landesausschuss
| Abgeordneter                | Beruf                                                 | Wahlkörper                                    | Mandatsdauer |
| --------------------------- | ----------------------------------------------------- | --------------------------------------------- | ------------ |
| Oskar Kraus                 | Amtsrichter, Haigerloch                               | Oberamt Haigerloch                            | 1892–1897    |
| Johann Claudius von Longard | Geheimer Regierungsrat a. D., Sigmaringen             | Fürstenhaus Hohenzollern                      | 1892–1894    |
| Josef Schmid                | Hirschwirt, Gammertingen                              | Oberamt Gammertingen                          | 1892–1894    |
| Carl Eberhard von Fischbach | Fürstlich Fürstenbergischer Oberforstrat, Sigmaringen | Fürstenhäuser Fürstenberg und Thurn und Taxis | 1894–1895    |
| Camill Leuze                | Bürgermeister, Neufra                                 | Oberamt Gammertingen                          | 1892–1897    |
| Wilhelm Hülsemann           | Fürstlich Hohenzollernscher Hofkammerrat, Sigmaringen | Fürstenhaus Hohenzollern                      | 1895–1897    |

Vorsitzender von Kommunallandtag und Landesausschuss war August Alexander Evelt.